# Bacchisa parvula
Bacchisa parvula es una especie de escarabajo longicornio del género Bacchisa, tribu Astathini, subfamilia Lamiinae. Fue descrita científicamente por Schwarzer en 1926.

## Descripción
Mide 5 milímetros de longitud.

## Distribución
Se distribuye por Indonesia.